# Steginoporella marcusi
Steginoporella marcusi är en mossdjursart som beskrevs av Livingstone 1929. Steginoporella marcusi ingår i släktet Steginoporella och familjen Steginoporellidae. Inga underarter finns listade i Catalogue of Life.